# Xifeng, Guiyang
Xifeng, tidigare stavat Sihfeng, är ett härad som lyder under Guiyangs stad på prefekturnivå i Guizhou-provinsen i sydvästra Kina.